# The Next Big Thing
The Next Big Thing (в Испании и Италии: Hollywood Monsters 2, в России: «Новый хит») — компьютерная игра в жанре квеста, разработанная испанской компанией Péndulo Studios и изданная Focus Home Interactive, в России изданием занимается «1С-СофтКлаб». Русская локализация была выполнена Snowball Studios. Игра поступила в продажу 21 апреля 2011 года.

## Игровой процесс
Игра представлена в жанре мультипликационного квеста, интерфейс реализован в стиле Point-and-click, существует гибкая система подсказок.
Основной упор в прохождении отводится исследованию локаций и сбору предметов. Найденные вещи досматриваются в инвентаре, где их иногда можно разделять или комбинировать друг с другом. Некоторые загадки разрешаются только после общения с теми или иными встречающимися персонажами.

## Сюжет
Главные герои игры — репортёры Дэн Мюррэй и Лиз Аллер. Это постоянно подтрунивающие друг над другом журналисты, которые приехали в особняк киномагната Фитц-Рэндольфа чтобы сделать репортаж о бале монстров — мероприятии, на которое приглашены все известные монстры из фильмов ужасов.
Сами того не желая, Лиз и Дэн впутываются в приключение, которое изменит многое в их жизни.

### Развитие сюжета в игре
Лиз замечает пробравшегося в особняк Большого Альберта — одного из монстров. Она решает непременно узнать, что тот задумал. После общения с Дэном Лиз узнает, что он не горит желанием узнавать причины увиденного, поэтому она направляется к вилле в одиночестве.
Лиз беседует с Фитц-Рэндольфом и другими обитателями особняка, в числе которых Эдгар — монстр, который выполняет в данный момент обязанность гардеробщика. Он всю жизнь хотел сниматься в кино, но его внешние данные не позволяли ему этого сделать. Лиз решает, что это можно поправить, к тому же Эдгар очень похож на персонажа Вулкана Флэша: при помощи нехитрых трюков, с помощью которых Лиз превращает Эдгара в нового Вулкана Флэша, тот обретает уверенность.
Лиз находит в куртке Эдгара, которую тот позаимствовал у известного спортсмена, два билета на боксерский матч — Дэн Мюррей до своего понижения по карьерной лестнице был известным спортивным журналистом; с помощью билетов Лиз уговаривает Дэна присоединиться к расследованию. Лиз продолжает осматривать дом и узнает много интересных подробностей о Фитц-Рэндольфе. Наконец, её похищают.
Дэн Мюррэй, как бы ему не хотелось, не может оставаться в стороне, ведь ему нужны билеты — а значит, нужно найти Лиз. Продолжая расследование, он знакомится с другими монстрами: Поэтом Боли — громилой, который сочиняет стихи о жестокости жизни, и доктором Мошкой — ученым, работающим над опытами, связанными с телепортацией. Принимая участие в опытах Мошки, Дэн попадает в Храм Иллюзий, к египетской царице любви, которая присутствовала на бале, и может иметь определённые сведения. Дэн представляется фараоном. Когда приключения Мюррэя в Храме завершаются, повествование вновь переходит к Лиз.
Лиз Аллер, тем временем, приходит в себя на дирижабле Фитц-Рэндольфа; тот объясняет ей, зачем он её выкрал, сообщая, что Лиз впуталась в дело, в которое ей не стоило влезать; Фитц-Рэндольф планирует развернуть массивную кампанию, которая будет включать в себя изменение курса съемки кинофильмов (вместо фильмов ужасов его компания будет снимать семейные фильмы), и внедрении чипов в определённое число людей, и, главное, монстров-актёров — чипы будут контролировать их сознание, подавляя бунт; все это нужно чтобы податься в конгресс, иначе не получится, ведь люди не готовы к принятию монстра-конгрессмена. Лиз удается выкрасть сейф из дирижабля Фитц-Рэндолльфа и сбежать.
Тем временем Дэн, вернувшийся из Храма, оказывается в плену у доктора Мебиуса. Лиз также успели схватить, и более того — ей внедрили чип, который сделал невозможным сопротивление и настроил её на положительное отношение к Фитц-Рэндольфу. Тем не менее Дэну вместе с доктором Мошкой удается освободится и извлечить чип из мозга Лиз, небольшой кусочек которого все же остается у неё в голове. Аллер впадает в состояние близкое к коме и для того чтобы выйти из него ей приходится побороть боязнь крокодилов и стеснение танцевать.
Придя в себя Лиз уговаривает Темного Жнеца и его жену (актёров Фитц-Рэндольфа) рассказать правду о своём хозяине. Тем временем Дэн подменяет рекламный ролик Фитц-Рэндольфа на поддельный, с признаниями актёров. Таким образом план Фитц-Рэндольфа проваливается и его корпорация МКО терпит крах, а Лиз с Дэном играют свадьбу.

## История разработки
Первые сведения об игре появились в апреле 2010 года, когда The Next Big Thing (один из дословных вариантов перевода названия: рус. «Следующая большая вещь») была официально анонсирована. В анонсах говорилось о том, что главными героями игры будут Дэн Мюррей (англ. Dan Murray) и Лиз Аллер (англ. Liz Allaire), а также о том, что визуальный стиль игры будет похож на трилогию Runaway, также созданную Péndulo Studios. Указывалось, что международным издателем игры станет компания Focus Home Interactive, ранее уже издававшая компьютерные игры в жанре квест. Точные сроки выхода игры не были объявлены, но позже стало известно, что выход игры запланирован на март 2011 года. Позднее начали появляться первые предварительные обзоры.
В первых числах января 2011 года появились новые сведения об игре. В частности, стало известно, что в России игра выйдет под названием «Новый хит», издателем выступит «1С-СофтКлаб», а дата выхода назначена на март 2011 года, что практически совпадает с международной датой выхода.
В начале февраля 2011 года вышел новый трейлер игры, размещенный в Интернете как на английском, так и на немецком и французском языках. Помимо этого, появились новые скриншоты из игры. В марте 2011 года некоторые издания разместили новые предварительные обзоры на игру. В их числе: журнал «Игромания» и сайт GameWay.com.ua. Позднее стало известно, что игра выйдет не в марте, как ранее планировалось, а в апреле.
Выход игры состоялся 21 апреля 2011 года (английская и французская версии); русская версия вышла 22 апреля, будучи полностью переведенной на русский язык «1С-СофтКлаб» (работу над локализацией выполняла студия Snowball). За неделю до выхода игры состоялся релиз демоверсии.
В одном из интервью сценарист компании Хосуэ Мончан (исп. Josue Monchan) заметил, что игра имеет некоторые точки соприкосновения со второй игрой, выпущенной Péndulo в 1997 году — Hollywood Monsters:

«The Next Big Thing — эволюция Hollywood Monsters. Обе игры имеют одну отправную точку, схожий мир и похожие локации, но теперь все по-другому и гораздо лучше. (…) The Next BIG Thing — вызов самим себе, это игра, которая способна доказать, стали ли мы лучше, чем десять лет назад. И ответ, несомненно, да: мы создали лучшую из наших игр, у меня нет сомнений».
При издании в Испании, игра была названа издателем Hollywood Monsters 2, из-за определённой схожести с вышеуказанной игрой.

## Оценки и мнения
| Сводный рейтинг       | Сводный рейтинг |
| Агрегатор             | Оценка          |
| --------------------- | --------------- |
| GameRankings          | 75,59 %         |
| Metacritic            | 75/100          |
| Иноязычные издания    |                 |
| Издание               | Оценка          |
| GameSpot              | 6/10            |
| Adventure Gamers      | 7/10            |
| Русскоязычные издания |                 |
| Издание               | Оценка          |
| PlayGround.ru         | 9,2/10          |
| «Домашний ПК»         | [ 25 ]          |
| «Игромания»           | 8/10            |

Игра получила преимущественно положительные оценки специализированных изданий.
Портал Games-TV дал игре оценку «стоит купить», добавив в обзоре: «Здесь столько юмора, что волей-неволей прощаешь недочеты. А сколько потрясных персонажей!».